# Antoine Desforges-Boucher
Pour les articles homonymes, voir Desforges-Boucher.
Antoine Desforges-Boucher, de son vrai nom Antoine Labbé, dit Labbé-Boucher puis Desforges-Boucher, né en 1680 et mort le 1er janvier 1725, est un administrateur colonial français, devenu gouverneur de Bourbon (La Réunion) pendant un an et demi. Également planteur esclavagiste, il fut le propriétaire des habitations du Gol et de Maison Rouge. 
Il est aussi l'auteur d'au moins deux mémoires sur Bourbon, dont le plus connu est le Mémoire pour servir à la connoissance particulière de chacun des habitans de l'isle de Bourbon.

## Biographie
Antoine Labbé naît en 1680. Dans sa jeunesse, il s'engage comme mousse sur un navire en partance pour les Indes. Il devient commis de la Compagnie des Indes. Renvoyé parce que « débauché », il arrive à Bourbon fin mars 1702 à bord du Maurepas.  
Il y exerce les fonctions de garde-magasin de la Compagnie des Indes jusqu'en 1709. Comme il donne satisfaction dans ses fonctions, le gouverneur Villiers lui accorde une  promotion en 1704. Il devient tout à la fois, secrétaire, procureur fiscal et garde-magasin.  
Entre 1702 et 1709, Antoine Boucher rédige, au jour le jour, un Journal de l'isle Bourbon, et s'attache en 1708 –1709 au recensement des habitants de l'isle. Lorsqu'il gagne au jeu, il rentre en France en décembre 1709. 
Il rédige en 1709 plusieurs mémoires dont le Mémoire pour servir à la connoissance particulière de chacun des habitans de l'Isle de Bourbon qui brosse des portraits sans complaisance voire très critiques des habitantes et habitants de l'île.  

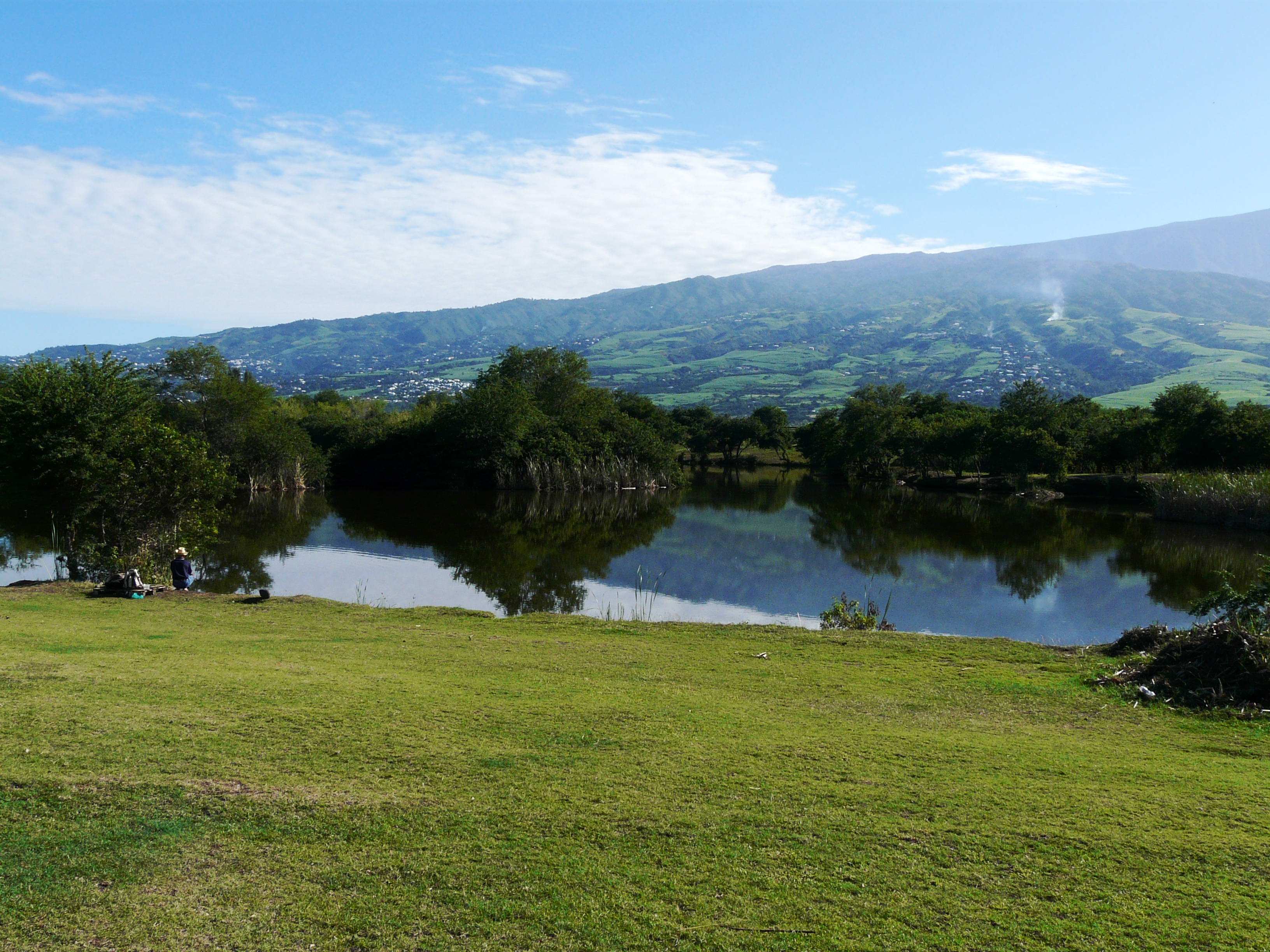
Panorama donnant sur l'étang du Gol.

Desforges-Boucher est de nouveau dans l'île Bourbon à partir de 1718, où il exerce les fonctions de directeur du commerce puis de gouverneur, de 1723 à sa mort. Il est le promoteur de la culture du café sur l'île, qui figure sa première grande culture spéculative, en imposant dès 1718 la culture de dix caféiers par tête d'esclave. 

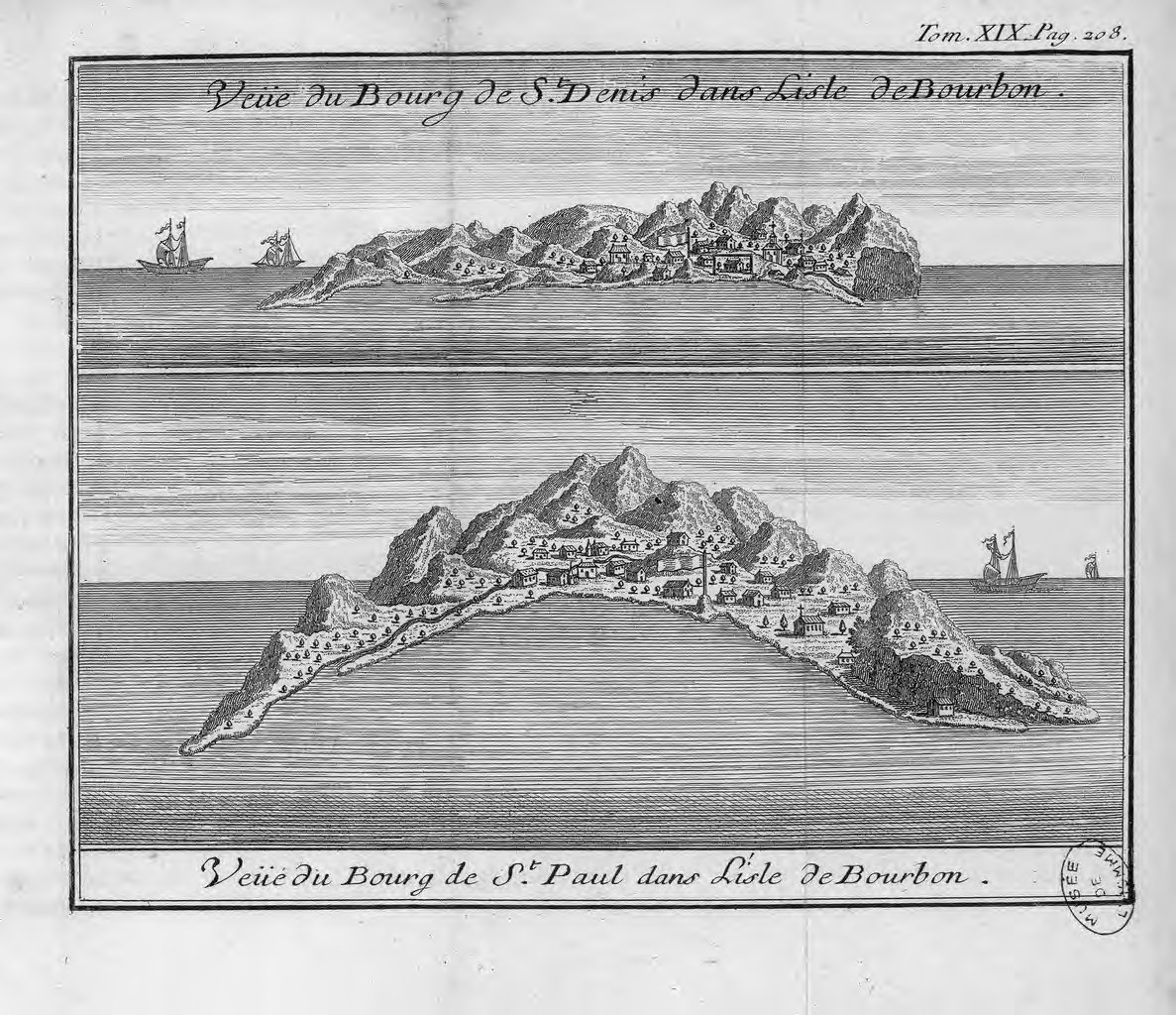
Veüe du Bourg de St. Denis dans l’isle de Bourbon et Veüe du Bourg de St. Paul dans L'isle de Bourbon, par Nicolas Ransonnette (1745-1810), édition 1780-83.

Son parent par alliance Hardancourt est un appui qui l'aida à reprendre du service, notamment dans la perspective de lancer la culture du café à Bourbon mais il ne parvient pas à mettre en pratique sur ses terres de Saint-Louis, les mesures qu'il tentait d'imposer aux colons concernant la culture du café.  
Le 5 mars 1719, Antoine Desforges-Boucher obtient la concession du Gol sur la commune de Saint-Louis, et le 25 mars 1725, il obtient de la Compagnie des Indes une seconde concession correspondant à la planèze de Maison Rouge, « grandissant considérablement ses biens dans le Sud. Il est le premier propriétaire foncier de la colonie ». Son autorité se fait ainsi valoir, « par le grand nombre de concessions qu'il fit de terres cultivables..., il se donna un vaste terrain au quartier Saint-Louis où son fils a fait construire en 1748 le château du Gol ». 
Il accède au poste de gouverneur de Bourbon en 1723 et met en place le premier Conseil supérieur de l'île. Comme il n'appréciait pas l'entrée des missionnaires au Conseil, il en fit exclure. Il est nommé chevalier de l'ordre royal et militaire de Saint-Louis. 
Le 18 septembre 1724, jour d'installation du conseil, le premier édit réglementant l'esclavage aux Mascareignes est enregistré. Il est une copie, à quelques articles près, du Code noir.
Il meurt sur l'Ile Bourbon le 1er décembre 1725.
Après sa mort, ses héritiers procèdent le 4 décembre à l'inventaire des biens qu'ils possèdent dans l'île : « Sa résidence principale se trouve à Saint-Paul, dans une maison située sur les Sables, région qui correspond à l'actuel centre ville. L'inventaire de l'habitation du « Gaule » est sommaire. Le terrain est estimé avec les terres défrichées et caféiers plantés à 15 000 livres. Sur l'habitation se trouvent 30 esclaves estimés à 28 805 livres... Rentrés dès 1723 à Lorient, la veuve Desforges-Boucher et ses enfants laissent la gestion de leurs biens à Saint-Louis à un tuteur ».

### Famille
Desforges-Boucher a une liaison amoureuse avec la fille d'Athanase Touchard, président du Directoire de Saint-Paul. Marie Touchard est métisse de mère malgache. De cette liaison nait, le 3 septembre 1709, Antoine Desforges qui ne sera jamais reconnu par lui mais jouira d'une de ses propriétés.
En premières noces, il épouse Renée Le Gouzronc (1688 - 1715), d'une famille de négociants du Port-Louis, dont il eut une fille en 1711 et un fils, Antoine-Marie, en 1715. En secondes noces, en 1716, il épouse Gilette-Charlotte du Hamel (Duhamel, fille d'un officier de marine et nièce de Louis Boyvin d'Hardancourt, futur directeur de la Compagnie des Indes orientales, dont il eut un fils, Jacques-François Desforges. 
Son fils, Antoine Marie Desforges-Boucher, prendra la suite de son père à Bourbon et en île de France.

### liens externes
- Notices d'autorité :   - VIAF
  - ISNI
  - BnF (données)
  - IdRef
  - LCCN
  - GND
  - WorldCat